# Murray Carleton

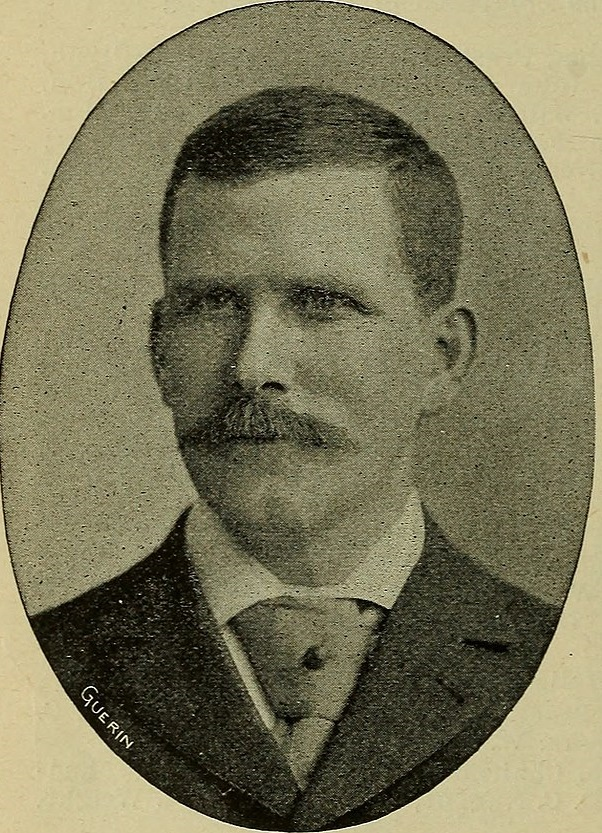
Bildnis von Murray Carleton

Murray Carleton (* 3. April 1885 in St. Louis, Missouri; † 19. Mai 1959 in Las Vegas, Nevada) war ein US-amerikanischer Golfer.

## Biografie
Murray Carleton spielte Golf im Glen Echo Country Club.
Bei den Olympischen Spielen 1904 in St. Louis trat er im Einzel an, scheiterte jedoch in der Qualifikationsrunde. Sein Onkel Jesse Carleton, der später Präsident des Glen Echo Country Club war, trat ebenfalls bei diesem Turnier an.
Murray Carleton arbeitete im Familienunternehmen Carleton Dry Goods und wurde später Vorsitzender der Firma. Außerdem war er Direktor der Louisiana Purchase Exposition Company.
Kurz vor seinem Tod im Jahr 1959 wurde er beschuldigt, falsche Abrechnungen gemacht und seine Kunden betrogen zu haben. Carleton verstarb jedoch bevor der Fall vor Gericht behandelt werden sollte.